# Дейвид Финчър
Дейвид Финчър е американски режисьор.

## Биография и творчество
Роден е на 10 май 1962 г. в Денвър, Колорадо.
През 1980 г. започва кариерата си като аниматор в компанията Индъстриъл Лайт Енд Меджик и остава там до 1984 г. (?) През 1986 г. основава тв компанията Пропаганда Филмс. Режисира високобюджетни музикални клипове за музиканти и групи като Мадона (включително „Express Yourself“), Джордж Майкъл, Аеросмит и Ролинг Стоунс („Love Is Strong“), както и рекламни клипове.
В началото на 90-те години Дейвид решава да приключи с музикалните клипове и се ориентира към киноиндустрията. Първият му филм е Пришълецът 3 (1992), който е най-скъпият дебютен филм на режисьор изобщо. Критиците му поставят ниски оценки, а и самият филм се проваля финансово, но феновете на поредицата са изключително доволни от посоката, поета от Финчър.
Следващия му проект е Седем (Оригинално заглавие: Se7en, 1995) – мрачен трилър за сериен убиец, получил много добри оценки от специализираната преса. Финчър продължава пътя си към върховете на режисьорския Олимп със следващия си филм – Играта (1997) с Майкъл Дъглас. Следващият му проект е Боен клуб (1999) с Брад Пит – един от най-дискутираните филми на всички времена и по всеобщо мнение, един от най-добрите. През 2002 Финчър отново блесва с поредния си иновативен филм – Паник стая с Джоди Фостър. След това той започва работа по Мисията невъзможна 3, но скоро се отказва. От края на 2003 работи по Benjamin Button, но в края на 2004 студиото, застанало зад филма, отказа поисканите от Финчър $150 000 000.
„Странният случай с Бенджамин Бътън“ излиза на екран в САЩ на 25 декември 2008 година.

## Филмография

### Кино
| година | филм                               | оригинално заглавие                 | бележки |
| ------ | ---------------------------------- | ----------------------------------- | --- |
| 1992   | Пришълецът 3                       | Alien 3                             | - номинация – Награда Хюго за най-добро сценично представяне. - номинация – Сатурн за най-добър режисьор.                                                                                                 |
| 1995   | Седем                              | Seven                               | |
| 1997   | Играта                             | The Game                            | |
| 1999   | Боен клуб                          | Fight Club                          | |
| 2002   | Паник стая                         | Panic Room                          | |
| 2007   | Зодиак                             | Zodiac                              | - номинация – Златна палма. - номинация – Емпайър за най-добър режисьор. |
| 2008   | Странният случай с Бенджамин Бътън | The Curious Case of Benjamin Button | - номинация – Оскар за най-добър режисьор. - номинация – Награда на БАФТА за най-добра режисура. - номинация – Златен глобус за най-добър режисьор. - номинация – Сатурн за най-добър режисьор.           |
| 2010   | Социалната мрежа                   | The Social Network                  | - Награда на БАФТА за най-добра режисура. - Златен глобус за най-добър режисьор. - Сателит за най-добър режисьор. - номинация – Оскар за най-добър режисьор. - номинация – Емпайър за най-добър режисьор. |
| 2011   | Мъжете, които мразеха жените       | The Girl with the Dragon Tattoo     | |
| 2014   | Не казвай сбогом                   | Gone Girl                           | - номинация – Златен глобус за най-добър режисьор. - номинация – Сателит за най-добър режисьор. |
| 2020   | Манк                               | Mank                                | - номинация – Оскар за най-добър режисьор. - номинация – Оскар за най-добър филм. |
| 2023   | Убиецът                            | The Killer                          | |

### Телевизия
| Година | Заглавие        | Оригинално заглавие | Бележки                                                                         |
| ------ | --------------- | ------------------- | ------------------------------------------------------------------------------- |
| 2013   | „Къща от карти“ | House of Cards      | сезон 1: епизоди 1 и 2 - Еми за най-добра режисура в драматичен сериал (1 – 1). |

### Музикални видеоклипове
- „Dance This World Away“ – Рик Спрингфийлд (1984)
- „Celebrate Youth“ – Рик Спрингфийлд (1984)
- „Bop Til You Drop“ – Рик Спрингфийлд (1984)
- „Shame“ – The Motels (1985)
- „Shock“ – The Motels (1985)
- „Celebrate Youth“ – Рик Спрингфийлд (1985)
- „All The Love In The World“ – The Outfield (1986)
- „Every Time You Cry“ – The Outfield (1986)
- „We Don't Have To Take Our Clothes Off“ – Джърмейн Стюарт (1986)
- „One Simple Thing“ – Stabilizers (1986)
- „Stay“ – Хауърд Хюит (1986)
- „She Comes On“ – Wire Train (1987)
- „Should She Cry“ – Wire Train (1987)
- „Endless Nights“ – Еди Мъни (1987)
- „Downtown Train“ – Пати Смит (1987)
- „I Don't Mind At All“ – Bourgeois Tagg (1987)
- „Notorious“ – Loverboy (1987)
- „Love Will Rise Again“ – Loverboy (1987)
- „Johnny B“ – The Hooters (1987)
- „Storybook Story“ – Марк Нопфлър (1987)
- „Can I Hold You“ – Колин Хей (1987)
- „No Surrender“ – The Outfield (1987)
- „Say You Will“ – Foreigner (1987)
- „Don't Tell Me The Time“ – The Motels (1987)
- „Tell It To the Moon“ – The Motels (1988)
- „Heart of Gold“ – Johnny Hates Jazz (1988)
- „Englishman in New York“ – Стинг (1988)
- „Shattered Dreams“ (втора версия) – Johnny Hates Jazz (1988)
- „Get Rhythm“ – Рай Кудър (1988)
- „Most of All“ – Джоди Уотли (1988)
- „Roll With It“ – Стив Уинууд (1988)
- „The Way That You Love Me“ (първа версия) – Пола Абдул (1988)
- „Holding On“ – Стив Уинууд (1988)
- „Heart“ – Нене Чери (1989)
- „Bamboleo“ (втора версия) – Gipsy Kings (1989)
- „Straight Up“ – Пола Абдул (1989)
- „Most Of All“ – Джоди Уотли (1989)
- „Real Love“ – Джоди Уотли (1989)
- „Bamboleo“ (трета версия) – Gipsy Kings (1989)
- „She's A Mystery To Me“ – Рой Орбисън (1989)
- „Forever Your Girl“ – Пола Абдул (1989)
- „Express Yourself“ – Мадона (1989)
- „The End Of The Innocence“ – Дон Хенли (1989)
- „Cold Hearted“ – Пола Абдул (1989)
- „Oh Father“ – Мадона (1989)
- „Janie's Got a Gun“ – Aerosmith (1989)
- „Vogue“ – Мадона (1990)
- „Cradle of Love“ – Били Айдъл (1990)
- „Opposites Attract“ – Пола Абдул (1990)
- „L.A. Woman“ – Били Айдъл (1990)
- „Freedom '90“ – Джордж Майкъл (1990)
- „Bad Girl“ – Мадона (1993)
- „Who Is It?“ (втора версия) – Майкъл Джаксън (1993)
- „Love Is Strong“ – The Rolling Stones (1994)
- „6th Avenue Heartache“ – The Wallflowers (1996)
- „Judith“ – A Perfect Circle (2000)
- „Only“ – Nine Inch Nails (2005)
- „Suit & Tie“ – Джъстин Тимбърлейк и Джей Зи (2013)